# Liste der Biografien/Asg
Liste der Biografien |
Portal Biografien |
Personensuche
# |
A |
B |
C |
D |
E |
F |
G |
H |
I |
J |
K |
L |
M |
N |
O |
P |
Q |
R |
S |
T |
U |
V |
W |
X |
Y |
Z |
?
 
Aa |
Ab |
Ac |
Ad |
Ae |
Af |
Ag |
Ah |
Ai |
Aj |
Ak |
Al |
Am |
An |
Ao |
Ap |
Aq |
Ar |
As |
At |
Au |
Av |
Aw |
Ax |
Ay |
Az
 
Asa |
Asb |
Asc |
Asd |
Ase |
Asf |
Asg |
Ash |
Asi |
Asj |
Ask |
Asl |
Asm |
Asn |
Aso |
Asp |
Asq |
Asr |
Ass |
Ast |
Asu |
Asv |
Asw |
Asy |
Asz
Die Liste der Biografien führt alle Personen auf, die in der deutschsprachigen Wikipedia einen Artikel haben. Dieses ist eine Teilliste mit 24 Einträgen von Personen, deren Namen mit den Buchstaben „Asg“ beginnt.

## Asg

### Asga
- Asgar, Kami (* 1965), iranischer Tontechniker
- Asgari, Ali (* 1984), iranischer Filmregisseur und Drehbuchautor
- Asgari, Ali-Reza (* 1952), iranischer Politiker und Offizier
- Asgari, Mahmoud († 2005), iranischer Minderjähriger, der im Iran hingerichtet wurde
- Asgarian, Rouzbeh (* 1979), Gitarrist, Komponist, Arrangeur, Kurator und musikalischer Leiter
- Əsgərov, Toğrul (* 1992), aserbaidschanischer Ringer
- Əsgərova, Gültəkin (1960–1992), aserbaidschanische Ärztin und Offizierin
- Əsgərova, Salatın (1961–1991), aserbaidschanische Journalistin

### Asge
- Ásgeir Ásgeirsson (1894–1972), zweiter Präsident Islands
- Ásgeir Ásgeirsson (* 1972), isländischer Snookerspieler
- Ásgeir Eyjólfsson (1929–2021), isländischer Skirennläufer
- Ásgeir Örn Hallgrímsson (* 1984), isländischer Handballspieler und -trainer
- Ásgeir Sigurvinsson (* 1955), isländischer Fußballspieler
- Ásgeir Trausti (* 1992), isländischer Singer-Songwriter
- Ásgerður Stefanía Baldursdóttir (* 1987), isländische Fußballspielerin

### Asgh
- Asghar, Natasha, britische Politikerin
- Asghari, Reza (* 1961), iranisch-deutscher Wirtschaftswissenschaftler und Politiker (CDU)
- Asghari, Samira (* 1994), afghanische Sportfunktionärin und ehemalige Basketballspielerin
- Asghari, Vahid (* 1986), iranischer Menschenrechtsaktivist
- Asgharzadeh, Fereydun, iranischer Fußballtrainer

### Asgo
- Asgodom, Sabine (* 1953), deutsche Management-Trainerin, Journalistin und Autorin

### Asgr
- Asgreen, Kasper (* 1995), dänischer RadrennfahrerKasper Asgreen (* 1995)

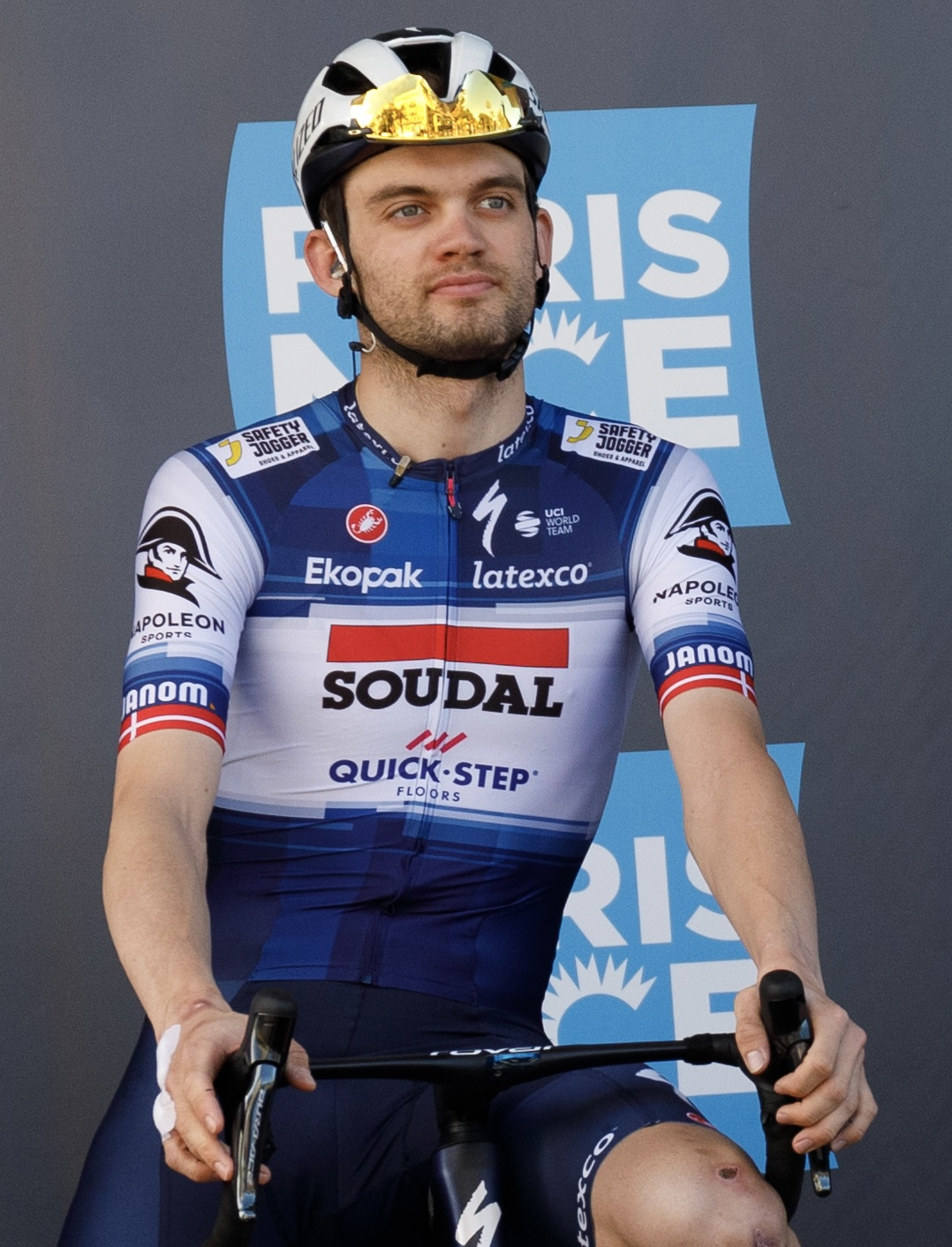
Kasper Asgreen (* 1995)

- Ásgrímur Jónsson (1876–1958), isländischer Maler

### Asgu
- Asgur, Sair (1908–1995), sowjetischer Bildhauer